# سحب (ألبوم جوني ميتشل)
سُحب هو ثاني ألبوم من المغنية وكاتبة الأغاني الكندية جوني ميتشل، اُصدر في الأول من مايو عام 1969 من قبل تسجيلات ريبرايز. أنتجت ميتشل معظم الألبوم بنفسها ورسمت بورتريه ذاتيه للغلاف. لدى سُحب أنغام حذقة وأغاني عن العشاق ضمن مواضيع أخرى.  

## خلفية
بعدما انتقلت إلى مدينة نيويورك ووقعت عقد مع تسجيلات ريبرايز في 1967، سجلت ميتشل أول ألبوم لها في عام 1968 «أغنية لنورس البحر» مع المنتج دايفيد كروسبي. غنى بعض من المغنين الكبار بعض من الأغاني في الألبوم مما جذب الانتباه إلى ميتشل.

## الإنتاج
سجلت ميتشل سُحب في إستوديوهات أي اند إم في هوليوود وانتجت كل أغاني الألبوم بنفسها، بإستثناء أغنية «ملاك من القصدير» التي تم إنتاجها من قبل بول روثتشايلد.
أغنيتان، «صباح تشيلسي» و «كلا الجانبين، الآن» سُجلت مسبقاً من قبل مغنين آخرين عندما بدأت ميتشل عملها على الألبوم. كتبت ميتشل «كلا الجانبين، الآن» بعدما قرأت رواية سول بيلو «هينديرسون ملك المطر» على متن طائرة وركزت على اللحظة عندما كان بطل الرواية ينظر إلى السحب من طائرة. ألهمت الصدفة كلمات الأغنية عن النظر إلى السحب من كلا الجانبين كمجاز تعبيري لغموض الحياة.

## روابط خارجية
- سحب على موقع الموسوعة البريطانية (الإنجليزية)
- سحب على موقع أول موفي (الإنجليزية)